# Anne Frank Gesamtschule (Gütersloh)
Die Anne Frank Gesamtschule (auch: Anne-Frank-Schule, AFS) ist eine nach der im Nationalsozialismus verfolgten Anne Frank benannte öffentliche Gesamtschule in Gütersloh, Nordrhein-Westfalen.

## Geschichte
1982 gründete sich die Gütersloher Aktion Gesamtschule (GAG), die mit ihren Bemühungen im September 1984 Erfolg hatte, als der Rat der Stadt Gütersloh die Einrichtung einer Gesamtschule in Halbtagsform im zweiten Anlauf genehmigte. Der Unterricht begann zum Schuljahr 1985/86 in der Hohenzollernstraße. Im Mai 1986 wurde ein Schulverein gegründet. Später wurde ein Ganztagsschulbetrieb eingerichtet und die Schule schrittweise ins Schulzentrum West umgezogen. 1991 wurde eine gymnasiale Oberstufe begründet und 1994 der erste Jahrgang mit Abitur verabschiedet.

## Schulprofil
Die Anne-Frank-Schule führt als sechszügige Gesamtschule mit vierzügiger Oberstufe in neun Jahren zum Abitur.
Es werden die Fremdsprachen Englisch, Französisch und Spanisch sowie ein bilingualer Kurs Englisch angeboten. Die Schule pflegt Partnerschaften mit der School of Hope in Ramallah, Palästina sowie dem Liceum Ogólnokształcące in Graudenz, Polen. Außerdem ist sie Europaschule, nimmt an Erasmus+ teil und bereitet auf telc-Sprachzertifikate vor.
Die Anne-Frank-Schule bietet einen MINT-Schwerpunkt Kurs an.